# حزب کمونیست استرالیا
حزب کمونیست استرالیا (به انگلیسی: Communist Party of Australia) (CPA) در سال ۱۹۲۰ تأسیس شد و در هفتاد و یک سال بعد در سال ۱۹۹۱ منحل شد. این حزب در دهه ۱۹۴۰ به بزرگترین قدرت سیاسی خود رسید و در سال ۱۹۵۱ با ممنوعیت روبرو شد. این حزب گرچه هرگز چالش بزرگی در برابر نظم مستقر در استرالیا ایجاد نکرد، اما عضویت (نسبتاً) زیادی داشت و تأثیر بسزایی دراتحادیه‌های کارگری، جنبش‌های اجتماعی و فرهنگ ملی داشت.

## تاریخچه

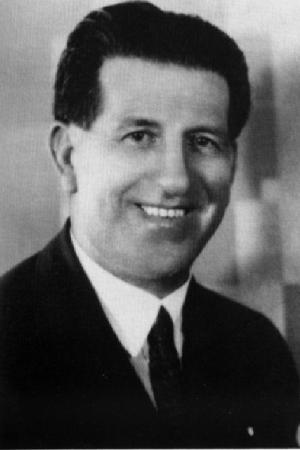
جوک گاردن، بنیانگذار حزب کمونیست استرالیا در سال ۱۹۲۰

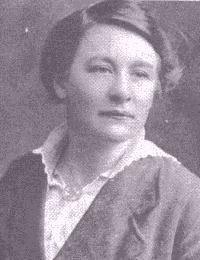
آدلا پنکهرست، بنیانگذار حزب کمونیست استرالیا در سال ۱۹۲۰

حزب کمونیست استرالیا در ۳۰ اکتبر ۱۹۲۰ در سیدنی توسط گروهی از سوسیالیست‌ها با الهام از گزارش‌های انقلاب روسیه شروع به فعالیت کرد. این گروه‌ها شامل حزب سوسیالیست استرالیا، برخی از اعضای حزب سوسیالیست ویکتوریا و همچنین انواع اتحادیه‌های صنفی مبارز بود. در میان بنیانگذاران حزب، اتحادیه صنفی برجسته سیدنی، جوک گاردن، تام والش، ویلیام پیسلی ارسمن حضور داشتند. زنان ضد نظام وظیفه شامل آدلا پنکهرست (دختر املین پنکهرست، نماینده حقوقی انگلیس)، کریستین جولی اسمیت و کاتارین سوزانا پریچارد بودند.

## نتایج انتخابات

### سنای استرالیا
| سنا          |              |              |         |
| سال انتخابات | # از کل آراء | % از کل آراء | نوسان % |
| ۱۹۳۱         | ۲۹٬۴۴۳       | ۰٫۹۴         | ۰٫۰۰    |
| ۱۹۳۴         | ۷۳٬۵۰۶       | ۲٫۲۴         | ۱٫۳۰    |
| ۱۹۴۹         | ۸۷٬۹۵۸       | ۲٫۱۰         | ۰٫۱۴    |
| ۱۹۵۱         | ۹۳٬۵۶۱       | ۲٫۱۱         | ۰٫۰۲    |
| ۱۹۵۳         | ۱۴۰٬۰۷۳      | ۳٫۰۵         | ۰٫۹۴    |
| ۱۹۵۵         | ۱۶۱٬۸۶۹      | ۳٫۶۴         | ۰٫۵۹    |
| ۱۹۵۸         | ۱۳۴٬۲۶۳      | ۲٫۹۱         | ۰٫۷۳    |
| ۱۹۶۱         | ۷۸٬۱۸۸       | ۱٫۶۲         | ۱٫۲۹    |
| ۱۹۶۴         | ۳۷٬۹۱۵       | ۰٫۷۳         | ۰٫۸۹    |
| ۱۹۶۷         | ۲۰٬۶۴۸       | ۰٫۳۷         | ۰٫۳۶    |